# Osvaldo da Costa e Silva
Osvaldo da Costa e Silva (Amarante, 5 de agosto de 1893 – Floriano, 5 de novembro de 1970) foi um odontólogo e político brasileiro, eleito vice-governador do Piauí em 1947.

## Dados biográficos

### Carreira política
Filho de Rodolfo Hermógenes da Costa e Silva e Veneranda Angélica de Oliveira e Silva (Dadinha). Formado em Odontologia pela Faculdade de Medicina da Bahia, elegeu-se deputado federal em 14 de outubro de 1934. Nesse mesmo ano foi eleito prefeito de Floriano, administrando a cidade até 1945, exceto no período onde foi prefeito de Teresina por quatro meses em 1935. Restaurada a democracia após o Estado Novo, foi eleito vice-governador do Piauí via PSD pela Assembleia Legislativa em 1947. Uma vez investido no cargo, Osvaldo da Costa e Silva serviu junto ao governador José da Rocha Furtado e foi também presidente do Poder Legislativo. Em 1958 foi candidato a prefeito de Floriano, mas não venceu a eleição.
Irmão do poeta Antônio Francisco da Costa e Silva e tio do diplomata Alberto da Costa e Silva, tem dois parentes na políticaː é cunhado de Alarico Pacheco, eleito deputado federal pelo Maranhão em 1945, e sogro de Ferreira de Castro, eleito vice-governador do Piauí em 1954.

### Vida pessoal
Foi casado com duas filhas da fazendeira Maria Madeira Coêlho Nunesː a primeira, Iracema Nunes da Costa e Silva, morreu de eclampsia na gravidez do primeiro filho, e a segunda, para manter as tradições familiares, Rosa Nunes da Costa e Silva, com esta tendo quatro filhas e dois filhos, um falecido ainda criança, sendo eles: Iracema da Costa e Silva de Castro, Lígia da Costa e Silva Miranda, Orminda da Costa e Silva Ribeiro, Eduardo da Costa e Silva e Rodolfo da Costa e Silva. Também poeta, orador e escritor, Oswaldo da Costa e Silva foi ainda prefeito de Teresina no período de 17/05/1935 a 14/09/1935, deixando o cargo para candidatar-se à prefeitura de Floriano quando disputou eleições com Raimundo Mamede de Castro, vencendo-o e tornando-se prefeito desta cidade.